# T-24
T-24 je bil tank Sovjetske zveze. To je bil prvi namenski artilerijski vlačilec v Sovjetski zvezi.

## Zgodovina tanka
Biro za oblikovanje je bil postavljen v sovjetski Ukrajini leta 1928. Prvi projekt tega biroja je bil tank T-12. To je bila večja različica tanka T-18 z močnejšim motorjem. Ko je bil narejen prvi prototip tanka T-24, so leta 1930 odobrili serijsko proizvodnjo tridesetih tankov. Za nadaljnjo proizvodnjo se niso odločili, saj je tank dosegel slabe rezultate. Ko se je tank izkazal za slabega so začeli odpravljati težave. Odpravili so napake na menjalniku in kupoli. Do leta 1931 so naredili 24 novih tankov, nato se je proizvodnja ustavila. Oborožitev tanka je bila slaba, saj je bil opremljen le z puškomitraljezi, šele naslednjega leta po proizvodnji so začeli pritrjevati tope 45mm. Ker se je tank izkazal za nezanesljivega, so ga uporabljali le za trening in parade. 